# Новосёловка (Волновахский район)
Новосёловка (укр. Новоселівка) — село, входит в состав Новосёловского сельского совета Волновахского района Донецкой области, до 11 декабря 2014 года входило в Тельмановский район.
Код КОАТУУ — 1424884801. Население по переписи 2001 года составляет 976 человек. Телефонный код — 6279.

## История
В советское время в селе действовал совхоз имени XVIII партсъезда (с 1992 года — опытное хозяйство «Приазовье» Донецкого института агропромышленного производства). В этом совхозе трудились Герои Социалистического Труда директор Иван Андреевич Бабенко, старший агроном Борис Михайлович Черепов, управляющий отделением Иван Леонтьевич Мирошниченко, звеньевая Елена Иосифовна Рудницкая, старший механик Клим Власович Харчук и механик отделения Илья Дмитриевич Саввахай.
В 2014 году село переподчинено Волновахскому району. До вхождения Новоселовки в Тельмановский район, село было подчинено Новоазовскому району (1962—1963 гг.).

## Местный совет
87140, Донецкая область, Волновахский район, с. Новосёловка, ул. Советская, 23; тел. 2-51-35.